# Camprond
Camprond és un municipi francès situat al departament de la Manche i a la regió de Normandia. L'any 2007 tenia 343 habitants.

## Demografia

### Població
El 2007 la població de fet de Camprond era de 343 persones. Hi havia 144 famílies de les quals 40 eren unipersonals (20 homes vivint sols i 20 dones vivint soles), 52 parelles sense fills, 40 parelles amb fills i 12 famílies monoparentals amb fills.
La població ha evolucionat segons el següent gràfic:
Habitants censats

### Habitatges
El 2007 hi havia 169 habitatges, 142 eren l'habitatge principal de la família, 16 eren segones residències i 11 estaven desocupats. 168 eren cases i 1 era un apartament. Dels 142 habitatges principals, 113 estaven ocupats pels seus propietaris, 28 estaven llogats i ocupats pels llogaters i 1 estava cedit a títol gratuït; 1 tenia dues cambres, 6 en tenien tres, 47 en tenien quatre i 88 en tenien cinc o més. 125 habitatges disposaven pel capbaix d'una plaça de pàrquing. A 63 habitatges hi havia un automòbil i a 72 n'hi havia dos o més.

### Piràmide de població
La piràmide de població per edats i sexe el 2009 era:
| Homes | Edats   | Dones |
| ----- | ------- | ----- |
| 0     | 95 o +  | 0     |
| 0     | 90 a 94 | 0     |
| 0     | 85 a 89 | 0     |
| 4     | 80 a 84 | 0     |
| 12    | 75 a 79 | 4     |
| 12    | 70 a 74 | 20    |
| 8     | 65 a 69 | 8     |
| 4     | 60 a 64 | 8     |
| 0     | 55 a 59 | 4     |
| 16    | 50 a 54 | 8     |
| 4     | 45 a 49 | 12    |
| 32    | 40 a 44 | 16    |
| 12    | 35 a 39 | 8     |
| 16    | 30 a 34 | 12    |
| 8     | 25 a 29 | 8     |
| 0     | 20 a 24 | 8     |
| 20    | 15 a 19 | 4     |
| 12    | 10 a 14 | 8     |
| 8     | 5 a 9   | 8     |
| 12    | 0 a 4   | 8     |

## Economia
El 2007 la població en edat de treballar era de 209 persones, 164 eren actives i 45 eren inactives. De les 164 persones actives 153 estaven ocupades (83 homes i 70 dones) i 11 estaven aturades (4 homes i 7 dones). De les 45 persones inactives 14 estaven jubilades, 13 estaven estudiant i 18 estaven classificades com a «altres inactius».

### Ingressos
El 2009 a Camprond hi havia 153 unitats fiscals que integraven 378 persones, la mediana anual d'ingressos fiscals per persona era de 16.865 €.

### Activitats econòmiques
Dels 11 establiments que hi havia el 2007, 1 era d'una empresa de fabricació d'elements pel transport, 4 d'empreses de construcció, 5 d'empreses de comerç i reparació d'automòbils i 1 d'una empresa d'hostatgeria i restauració.
Dels 7 establiments de servei als particulars que hi havia el 2009, 1 era un taller de reparació d'automòbils i de material agrícola, 1 paleta, 3 fusteries, 1 lampisteria i 1 restaurant.
L'any 2000 a Camprond hi havia 23 explotacions agrícoles que ocupaven un total de 310 hectàrees.

## Equipaments sanitaris i escolars
El 2009 hi havia una escola elemental integrada dins d'un grup escolar amb les comunes properes formant una escola dispersa.

## Poblacions més properes
El següent diagrama mostra les poblacions més properes.